# Ghil'ad Zuckermann
 Ghil'ad Zuckermann  (phát âm [ɡi'lad ˈtsukeʁman]; sinh ngày 1 tháng 6 năm 1971 tại Tel Aviv, Israel) (D.Phil., Đại học Oxford; Ph.D., Đại học Cambridge), là giáo sư trong lĩnh vực ngôn ngữ học tại Khoa nghiên cứu ngôn ngữ học thuộc Đại học Adelaide tại thành phố Adelaide và cũng là tác giả của rất nhiều tác phẩm khoa học có giá trị.

## Phục hưng ngôn ngữ
Giáo sư về ngôn ngữ học Ghil‘ad Zuckermann giải thích về hoạt động phục hưng ngôn ngữ:
Một nhà phục hưng ngôn ngữ là người đặt những người nói ngôn ngữ trong cộng đồng vào trọng tâm của các hoạt động của họ, trong khi một nhà ngôn ngữ học là người đặt ngôn ngữ vào trung tâm của các hoạt động của họ. Trong quá trình phục hưng, bạn phải nhìn vào những gì mà cộng đồng muốn.

Ông cho hay có các cách khác nhau để phục hồi một ngôn ngữ, tùy vào các bối cảnh khác nhau.
Giai đoạn đầu tiên đó là xác định xem chúng ta đang nói về việc cải tạo một ngôn ngữ không còn được nói, như trong trường hợp tiếng Do Thái hay tiếng Barngarla. Thứ hai là chúng ta đang nói về sự hồi sinh của ngôn ngữ. Đó là trường hợp có những người lớn tuổi nói ngôn ngữ này nhưng trẻ em thì không. Và thứ ba là việc tái tiếp cận một ngôn ngữ vẫn còn nhiều người nói nhưng đang bị đe dọa. Ví dụ tiếng Wales, tiếng Irish."
Giáo sư Zuckermann nói rằng nhiều ngôn ngữ trên thế giới đã trở thành mục tiêu bị tiêu diệt. Đó là khi mà một loại ngôn ngữ bị đẩy vào tuyệt chủng do các yếu tố từ chính sách của chính phủ cũng như thiếu nguồn lực cho học viên.
Giáo sư Zuckermann nói rằng các nhà phục hưng ngôn ngữ đầu tiên cần phải xem xét về điều mà cộng đồng muốn làm với ngôn ngữ của họ, có thể ở mức độ phức tạp hay cũng có khi chỉ dừng lại ở việc đơn giản là sử dụng nó cho tên đường hoặc địa điểm. Tuy nhiên, vấn đề chính đó là, nguồn tài liệu cho nhiều ngôn ngữ nhỏ đơn giản không tồn tại cho những ai muốn theo học.

## Tác phẩm được chọn
- Nguyen, Thuy Nga; Zuckermann, Ghil'ad (2012). "Stupid as a Coin: Meaning and Rhyming Similes in Vietnamese". International Journal of Language Studies. Quyển 6.4. tr. 97–118.
- Revivalistics: From the Genesis of Israeli to Language Reclamation in Australia and Beyond. New York: Oxford University Press. 2020. ISBN 9780199812790.
- Language Contact and Lexical Enrichment in Israeli Hebrew. UK: Palgrave Macmillan. 2003. ISBN 9781403917232. (Language Contact and Lexical Enrichment in Israeli Hebrew) (ISBN 9781403938695)
- Israelit Safa Yafa (Israeli – A Beautiful Language). Tel Aviv: Am Oved. 2008. ISBN 978-965-13-1963-1.
- Engaging – A Guide to Interacting Respectfully and Reciprocally with Aboriginal and Torres Strait Islander People, and their Arts Practices and Intellectual Property. Australia. 2015.{{Chú thích sách}}:  Quản lý CS1: địa điểm thiếu nhà xuất bản (liên kết)
- Dictionary of the Barngarla Aboriginal Language of Eyre Peninsula, South Australia. Australia. 2018.{{Chú thích sách}}:  Quản lý CS1: địa điểm thiếu nhà xuất bản (liên kết)
- Jewish Language Contact (Special Issue of the International Journal of the Sociology of Language 226) (PDF). 2014.
- Burning Issues in Afro-Asiatic Linguistics. 2012. Bản gốc lưu trữ ngày 16 tháng 8 năm 2020. Truy cập ngày 9 tháng 7 năm 2018.
- Zuckermann, Ghil'ad; Quer, Giovanni; Shakuto, Shiori (2014). "Native Tongue Title: Proposed Compensation for the Loss of Aboriginal Languages". Australian Aboriginal Studies. Quyển 2014/1. tr. 55–71.
- Zuckermann, Ghil'ad; Walsh, Michael (2014). ""Our Ancestors Are Happy!": Revivalistics in the Service of Indigenous Wellbeing". Foundation for Endangered Languages. Quyển XVIII. tr. 113–119.
- Zuckermann, Ghil'ad; Walsh, Michael (2011). "Stop, Revive, Survive: Lessons from the Hebrew Revival Applicable to the Reclamation, Maintenance and Empowerment of Aboriginal Languages and Cultures" (PDF). Australian Journal of Linguistics. Quyển 31. tr. 111–127.
- Zuckermann, Ghil'ad (2009). "Hybridity versus Revivability: Multiple Causation, Forms and Patterns" (PDF). Journal of Language Contact. Quyển 2. tr. 40–67.
- Zuckermann, Ghil'ad (2006). "A New Vision for "Israeli Hebrew": Theoretical and Practical Implications of Analysing Israel's Main Language as a Semi-Engineered Semito-European Hybrid Language" (PDF). Journal of Modern Jewish Studies. Quyển 5. tr. 57–71.
- Zuckermann, Ghil'ad (2004). "Cultural Hybridity: Multisourced Neologization in "Reinvented" Languages and in Languages with "Phono-Logographic" Script" (PDF). Languages in Contrast. Quyển 4. tr. 281–318.
- Zuckermann, Ghil'ad (2003). "Language Contact and Globalisation: The Camouflaged Influence of English on the World's Languages – with special attention to Israeli (sic) and Mandarin" (PDF). Cambridge Review of International Affairs. Quyển 16. tr. 287–307.
- Zuckermann, Ghil'ad (2008). "'Realistic Prescriptivism': The Academy of the Hebrew Language, its Campaign of 'Good Grammar' and Lexpionage, and the Native Israeli Speakers" (PDF). Israel Studies in Language and Society. Quyển 1. tr. 135–154.
- Zuckermann, Ghil'ad (2006). "Complement Clause Types in Israeli". Trong R. M. W. Dixon & A. Y. Aikhenvald (biên tập). Complementation: A Cross-Linguistic Typology (PDF). Oxford: Oxford University Press. tr. 72–92.
- Zuckermann, Ghil'ad (2006). ""Etymythological Othering" and the Power of "Lexical Engineering" in Judaism, Islam and Christianity. A Socio-Philo(sopho)logical Perspective". Trong Tope Omoniyi & Joshua A Fishman (biên tập). Explorations in the Sociology of Language and Religion (PDF). Amsterdam: John Benjamins. tr. 237–258.
- Yadin, Azzan; Zuckermann, Ghil'ad (2010). "Blorít: Pagans' Mohawk or Sabras' Forelock?: Ideological Secularization of Hebrew Terms in Socialist Zionist Israeli". Trong Tope Omoniyi (biên tập). The Sociology of Language and Religion: Change, Conflict and Accommodation (PDF). UK: Palgrave Macmillan. tr. 84–125.
- Sapir, Yair; Zuckermann, Ghil'ad (2008). "Icelandic: Phonosemantic Matching". Trong Judith Rosenhouse & Rotem Kowner (biên tập). Globally Speaking: Motives for Adopting English Vocabulary in Other Languages (PDF). Clevedon-Buffalo-Toronto: Multilingual Matters. tr. 19–43.

## Phim
- Fry's Planet Word, Stephen Fry
- SBS: Living Black: S18 Ep9 - Linguicide
- Babbel: Why Revive A Dead Language? - Interview with Prof. Ghil'ad Zuckermann
- Language Revival: Securing the Future of Endangered Languages, edX MOOC